# An–12

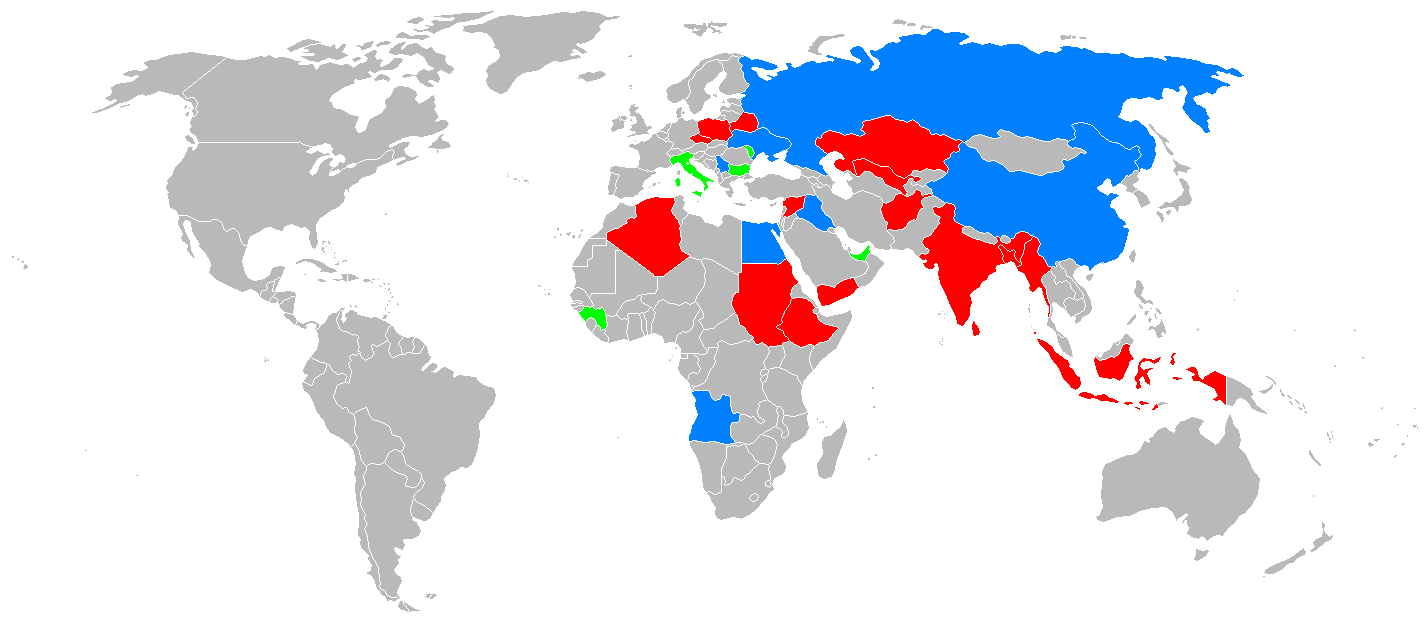
Az An–12-t üzemeltető országok

Az An–12 (NATO-kódja: Cub) az Antonov tervezőiroda által, az An–10-ből kifejlesztett négy légcsavaros gázturbinával felszerelt, vállszárnyas katonai teherszállító repülőgép. Fejlesztését az amerikai C–130 Hercules inspirálta, nagyon hasonló műszaki paraméterekkel, annak kategóriatársa. Huszonkilenc altípusa a Varsói Szerződés tagállamaiban rendszeresen szállított, illetve a szocialista politikai tömb érdekeltségi köreiben is megfordult Kubától a Közel-Keleten át Délkelet-Ázsiáig. Kínában J–8 néven gyártották. Több polgári légitársaság is üzemelteti.
Mintegy 100 darab gép zuhant le, vagy sérült meg olyan nagy mértékben, hogy az már repülésre képtelenné tette. A balesetek ezzel a típussal elsősorban Afrikában történtek.